# Баратје
Баратје (фр. Baratier) насеље је и општина у југоисточној Француској у региону Прованса-Алпи-Азурна обала, у департману Горњи Алпи која припада префектури Гап.
По подацима из 2011. године у општини је живело 503 становника, а густина насељености је износила 31,46 становника/km². Општина се простире на површини од 15,99 km². Налази се на средњој надморској висини од 858 метара (максималној 2.857 m, а минималној 780 m).

## Демографија
| 1962. | 1968. | 1975. | 1982. | 1990. | 1999. | 2011. |
| ----- | ----- | ----- | ----- | ----- | ----- | ----- |
| 198   | 222   | 209   | 243   | 356   | 461   | 503   |

График промене броја становника у току последњих година